# 帕纳伊斯·察尔扎里斯
帕纳伊斯·察尔扎里斯（希臘語：Παναγής Τσαλδάρης，1868年3月5日—1936年5月17日），是希腊人民党政治家、君主派和女权主义者。察尔扎里斯作为保守阵营人民党领袖，曾在1932年至1935年期间担任希腊总理。他于1935年成功挫败了韦尼泽洛斯派军事政变，并在希腊君主制复辟的过程中发挥了重要的作用。

## 文献来源
- Paschalis M. Kitromilides (ed.): Eleftherios Venizelos: The Trials of Statesmanship. Edinburgh University Press, 2008, ISBN 978-0748633647.